# H. L. Hunley
H.L. Hunley — подводная лодка Конфедеративных Штатов Америки, построенная в 1863 году во время гражданской войны в США на средства частных предпринимателей Хораса Л. Ханли, Джеймса МакКлинтока и Бакстера Уотсона. Стала первой подводной лодкой, потопившей вражеский корабль в ходе боевых действий. «H.L. Hunley» погибла в ходе успешной атаки, но, тем не менее, сыграла большую роль в истории военно-морского дела, продемонстрировав как преимущества, так и опасности подводной войны. Подводная лодка была названа в честь её изобретателя, Хораса Лоусона Ханли, вскоре после ввода её в эксплуатацию под контролем армии Конфедерации в Чарлстоне, штат Южная Каролина. Всего Конфедерация потеряла 21 члена экипажа в трёх случаях затопления лодки — 13 человек на тренировках и 8 в боевой операции.

## История строительства
Постройку лодки и её предшественниц («Пионер», «Бэйю Сент-Джон», «Америкэн Дайвер») финансировали и вели Хорас Лоусон Ханли, Джеймс МакКлинток и Бакстер Уотсон. Первоначально они экспериментировали с электромагнитным и паровым двигателями, но в итоге остановились на простой механической установке с мускульным приводом (на вёслах).
«Ханли» была изготовлена в городе Мобил, штат Алабама в 1863 году. Спуск на воду состоялся в июле, 12 августа лодку по железной дороге перевезли в Чарльстон, где она и вошла в строй.

## Конструкция
Форма корпуса «Ханли» представляла собой стальную «сигару» длиной почти в 40 футов (12 метров) и почти в 4 фута (1,17 м) шириной. Долгое время бытовало основанное на рисунках Уильяма Александера мнение, что она была сделана на базе корпуса парового котла-бойлера, однако затем было доказано, что «Ханли» была изготовлена именно как подводная лодка и имела не цилиндрическую, а более обтекаемую форму. В оконечностях лодки находились две балластные цистерны, наполнявшиеся через клапаны и осушавшиеся ручными помпами. Также, в корпусе находился дополнительный балласт, придающий остойчивость — прикреплённые к днищу корпуса металлические грузы. Для экстренного всплытия эти грузы могли отсоединяться при откручивании болтов изнутри лодки.

## Вооружение

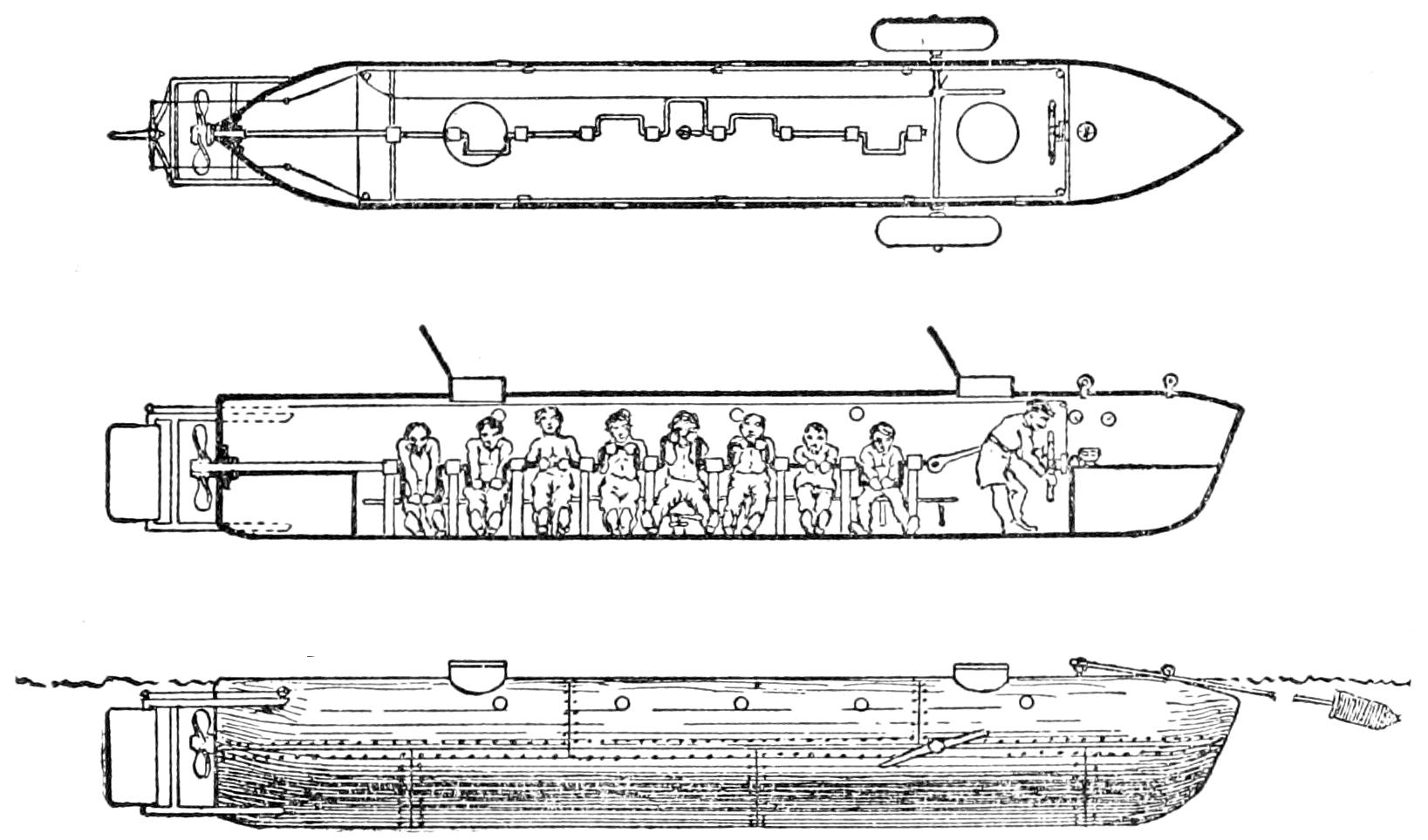
Подводная лодка «Ханли», потопившая корвет «Хаусатоник». Популярная механика, 1901 год

Изначально планировалось оснастить «Ханли» буксируемым зарядом с контактным взрывателем. Лодка должна была приблизиться к стоящей цели, поднырнуть под неё и всплыть с другой стороны, после чего заряд сталкивался с целью и подрывался. План не был реализован, так как буксируемый груз представлял немалую опасность для самой лодки, а трос мог запутаться в винтах.
В итоге лодку вооружили шестовой миной, содержащей 90 фунтов (41 кг) чёрного пороха и прикреплённой на 22-футовый (6,7 м) деревянный шест, установленный в носовой части. Мина была рассчитана на использование при глубине погружения субмарины не менее 6 футов (1,8 м). Конструкция детонатора не сохранилась, он мог быть как механическим, так и электрическим, о чём свидетельствуют найденные на «Ханли» обрывки медного провода.

## Экипаж
Экипаж состоял из восьми человек — офицера-командира и семи матросов-гребцов. Командир находился в носовой части лодки, у штурвала и рычага управления горизонтальными рулями, а матросы сидели на длинной продольной скамье и вращали коленчатый вал, непосредственно подсоединённый к гребному винту. Члены экипажа набирались из добровольцев, и, несмотря на опасности и неоднократные аварии с человеческими жертвами, желающих служить на лодке было достаточно.

## История службы
12 августа 1863 года во время тренировки лодка затонула, погибли пять членов экипажа. 15 октября лодка затонула ещё раз, унеся жизни всех восьми человек, бывших на борту, в том числе и создателя лодки, Хораса Ханли. Оба раза «Ханли» поднимали и снова вводили в строй.

### Атака «Хаусатоника»

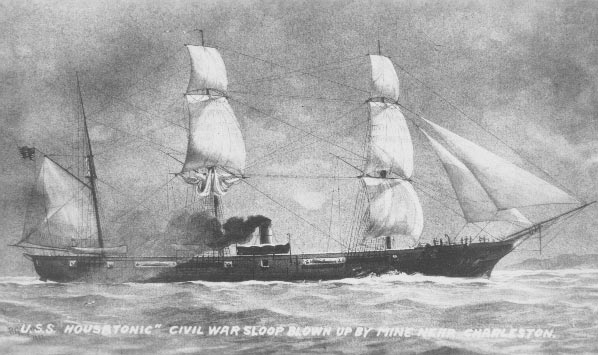
USS Housatonic

В свою первую и последнюю атаку «Ханли» вышла 17 февраля 1864 года. Её целью был стоящий на рейде Чарльстона 12-пушечный винтовой шлюп ВМС США «Хаусатоник» (англ. USS Housatonic) водоизмещением 1240 т. Шлюп находился в пяти милях (8 км) от берега и осуществлял морскую блокаду города.
«Ханли» под командованием первого лейтенанта Джорджа Э. Диксона (участник сражения при Шайло) и с экипажем из семи матросов-добровольцев (Фрэнк Коллинз, Джозеф Ф. Риджуэй, Джеймс А. Уикс, Арнольд Беккер, капрал С. Ф. Карлсен, С. Лампкин, Огастес Миллер) преодолела расстояние до «Хаусатоника» и успешно атаковала корабль. В течение пяти минут он пошёл на дно, погибли пять членов экипажа, большинство спаслись на шлюпках или цепляясь за обломки.
По одной из версий после успешной атаки всплывшая лодка подала на берег условный сигнал о начале возвращения и погрузилась, после чего пропала без вести. По другой, информация о поданном сигнале недостоверна. По мнению американских исследователей, работа которых отражена в документальном фильме «Криминалистическая экспертиза подлодки „Ханли“» (США, 2004), гибель лодки наступила вследствие механических повреждений, полученных от взрыва, из-за чего лодка не могла всплыть. Показательно, что гибель застала экипаж на своих штатных местах. В 2008 году версия была частично подтверждена: учёные доказали, что помпы «Ханли» не работали, что может означать отсутствие воды внутри лодки, по этой версии причиной гибели экипажа считается недостаток кислорода в погружённом положении.
В январе 2013 года один из консерваторов «Х. Л. Ханли» и сотрудник Университета Клемсона в Южной Каролине Пол Мардикян объявил, что наконец разгадал эту загадку. По его словам, ему и нескольким другим исследователям удалось обнаружить в носовой части корабля небольшой медный осколок. Исследователи предположили, что в момент подрыва мины подлодка находилась очень близко к ней, в результате чего члены её экипажа получили ранения и погибли.
23 августа 2017 года группа исследователей из американского Университета Дьюка опубликовала в PLoS One результаты нового исследования, по итогам которого они пришли к выводу, что причиной смерти экипажа стала контузия легких. Ученые провели расчёты и заключили, что с вероятностью 85 процентов экипаж подводной лодки подвергся воздействию ударной волны, распространившейся при подрыве мины.

## Поиски и современное состояние

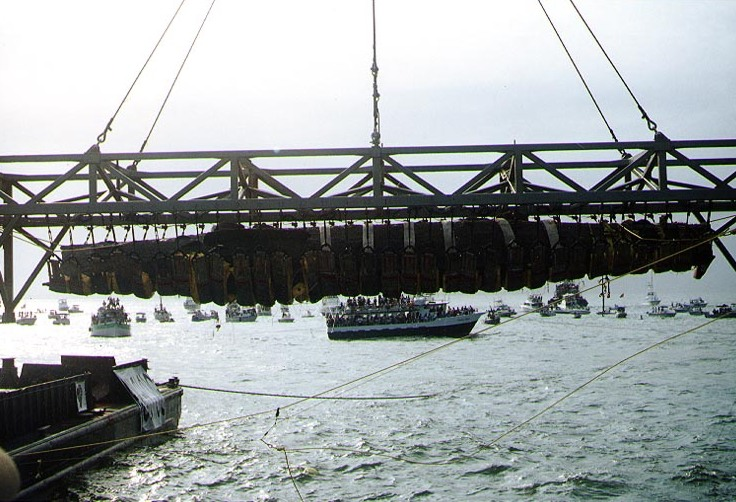
«Ханли», поднятая со дна гавани Чарльстона, 2000 год

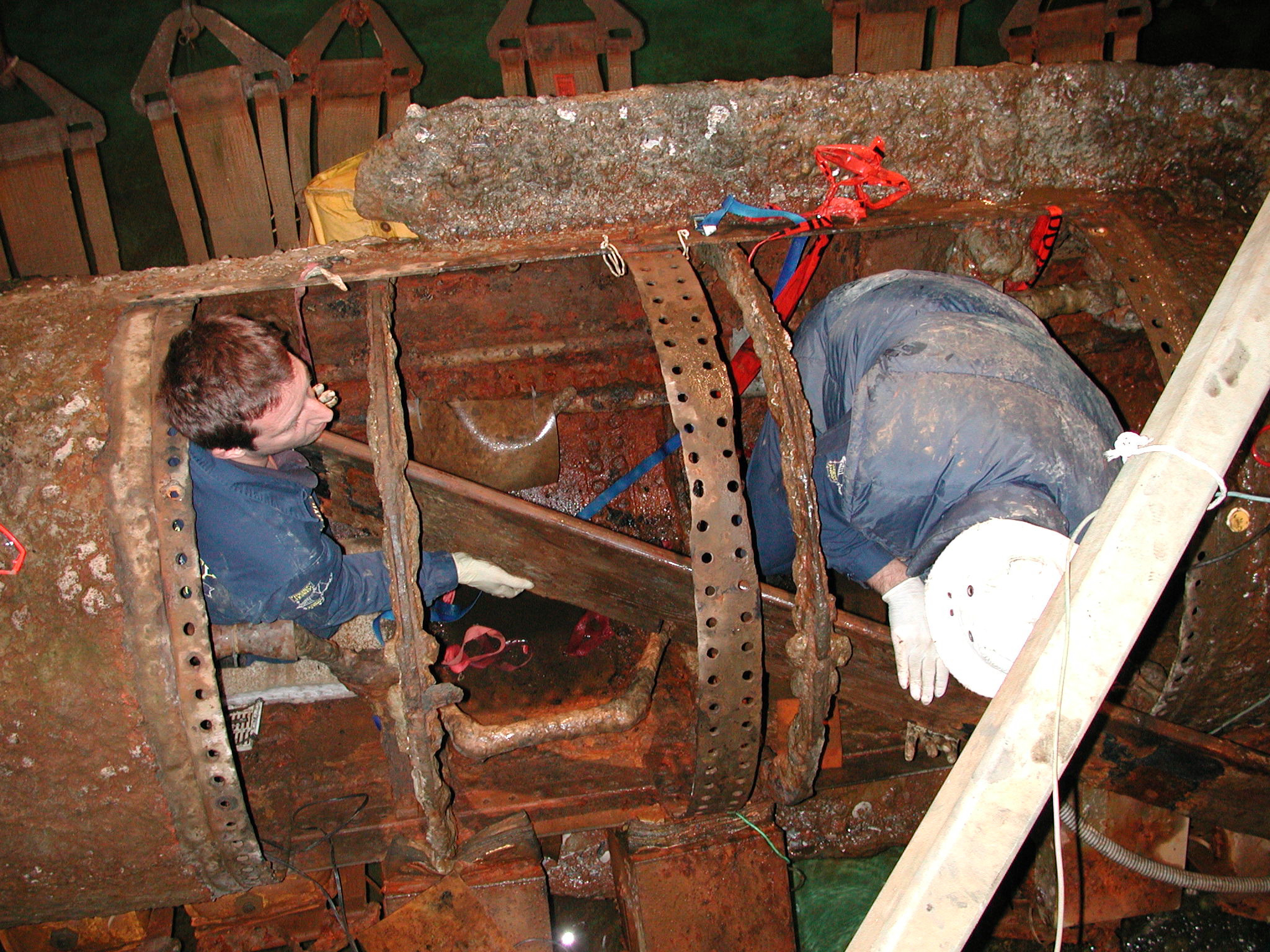
Реставраторы центра Уоррена Лаша демонтируют скамью гребцов, 2005 год

Долгое время место гибели «Ханли» оставалось неизвестным, небольшая субмарина была оценена в 40 миллионов долларов. Первым об обнаружении остова заявил в 1970 году Эдвард Ли Спенс. В 1995 году лодку обнаружил Ральф Уилбанкс, оспоривший затем первенство Спенса. Споры о том, кто действительно нашёл лодку, не стихают до сих пор.
«Ханли» была найдена в 300 метрах от места потопления «Хаусатоника». Подводная лодка лежала на глубине 8,1 метра, покрытая толстым слоем ила, что позволило ей сохраниться в достаточно хорошем состоянии. В августе 2000 года подлодку подняли на поверхность. Членов её экипажа торжественно похоронили в 2004 году после обследования останков, а также реконструкции лиц покойных.
По информации на 2015 год лодка отреставрирована и экспонируется в реставрационном центре Уоррена Лаша, город Норт-Чарлстон, штат Южная Каролина.

## В искусстве
В 1999 году кинокомпания Adelson Entertainment (США) сняла художественный ТВ фильм «The Hunley», описывающий историю создания и гибели подлодки.
Главную роль в картине исполнил актёр Арманд Ассанте.